# Migrations (film)
Pour plus de détails, voir Fiche technique et Distribution.
Migrations ou La Guerre la plus glorieuse (Seobe  version serbe) est un film franco-yougoslave réalisé par Aleksandar Petrović, sorti en 1989.

## Synopsis
Le film est une fresque qui montre le destin des mercenaires dans les guerres baroques du XVIIIe siècle, au temps de la domination austro-hongroise sur les Serbes. Le film suit les destins parallèles des deux frères Isakovitch, Vouk et Archange. Le premier commande un régiment de mercenaires qui ira faire la guerre jusqu'en France, le second, marchand habile et séduisant, s'empare de Daphina, sa belle-sœur, qu'il a recueillie en l'absence de son frère. La tragédie et la mort seront au bout du chemin…

## Fiche technique
- Titre original : Migrations (Seobe)
- Réalisation et scénario : Aleksandar Petrović
- Adaptation et dialogues : Jacques Doniol-Valcroze et Aleksandar Petrović, d'après le roman de Milos Tsernianski (Milos Crnjanski)
- Photographie : Igor Luther, Witold Dabal
- Décors : Molenko Jeremic, Boris Moravec
- Directeur artistique : Coka Djordjevic
- Ingénieur du son : Fred Echelard
- Montage : Vuksan Lukovac
- Costumes : Jacques Fonteray, Divna Jovanovic
- Choix de la musique : Aleksandar Petrovic, Branislava Petrovic
- Pays :  France Migrations,  Yougoslavie Seobe
- Durée : 120 minutes
- Genre : drame, historique et romance
- Dates de sortie : 21 mai 1989 au Festival de Cannes, sorti en Serbie 1994, jamais sorti en dehors de la Serbie[2]

## Distribution
- Avtandil Makharadze : Vuk Isakovic
- Richard Berry : Arandjel Isakovic
- Isabelle Huppert : Dafina Isakovic
- Dragan Nikolić : Pavel Isakovic
- Miki Manojlović : Arnold de Sabrant
- Bernard Blier
- Erland Josephson
- Rade Marković : Charles-Alexandre de Lorraine
- Petar Božović